# Wolfgang Senger
Wolfgang Senger (* 5. Dezember 1925 in Göttingen-Geismar; † 3. Juni 2009 in Northeim) war ein leitender Verwaltungsbeamter des Landes Niedersachsen, zuletzt als Regierungspräsident des Regierungsbezirks Hannover.
Senger war der Sohn eines Landwirtes bei Göttingen, wo er auch die Schule besuchte, bis die Familie im Jahr 1939 auf das Rittergut Buhla in Thüringen umzog, so dass er fortan die Oberschule in Sondershausen bis zur 13. Klasse besuchte. Ab 1943 leistete er im Zweiten Weltkrieg Kriegsdienst und wurde verwundet. 1945 zog die Familie nach der Enteignung wieder auf das Göttinger Stadtgut in Geismar, wo Wolfgang Senger bei seinem Vater ein Jahr lang landwirtschaftlich volontierte. Senger legte 1947 sein Abitur in Göttingen ab und absolvierte zunächst eine Banklehre ebenfalls in Göttingen, bevor er dort 1947 das Studium der Rechtswissenschaften begann, welches er 1952 mit dem Ersten Staatsexamen abschloss. Nach dem Assessorexamen trat er 1958 zunächst in den Verwaltungsdienst beim Bundesministerium des Innern ein und wechselte von dort von 1962 bis 1963 als Syndikus in den niedersächsischen Staatsbankbereich. Von dort trat er 1963 in den Landesverwaltungsdienst ein und wurde zunächst als Regierungsrat bei der Bezirksregierung Hildesheim tätig. 1964 wurde er Kreisdirektor im Landkreis Northeim und von 1971 bis 1977 zum Oberkreisdirektor dieses Kreises gewählt. Die niedersächsische Landesregierung ernannte ihn 1977 zum Regierungspräsidenten von Hannover. Im Ruhestand war er noch als Syndikus für die Firma Sartorius in Göttingen tätig.
Senger war seit 1947 Mitglied des Corps Hannovera Göttingen.